# ロッキンガム侯爵
ロッキンガム侯爵（英: Marquess of Rockingham）は、かつて存在したイギリスの侯爵位。グレートブリテン貴族。
ロッキンガム男爵、ロッキンガム伯爵、モルトン伯爵などを前身とし、初代モルトン伯爵トマス・ワトソン＝ウェントワースが1746年に叙せられたことに始まる爵位である。その息子である2代ロッキンガム侯爵チャールズ・ワトソン＝ウェントワースはイギリス首相を務めたことで知られるが、彼の代で爵位は絶えた。

## 歴史

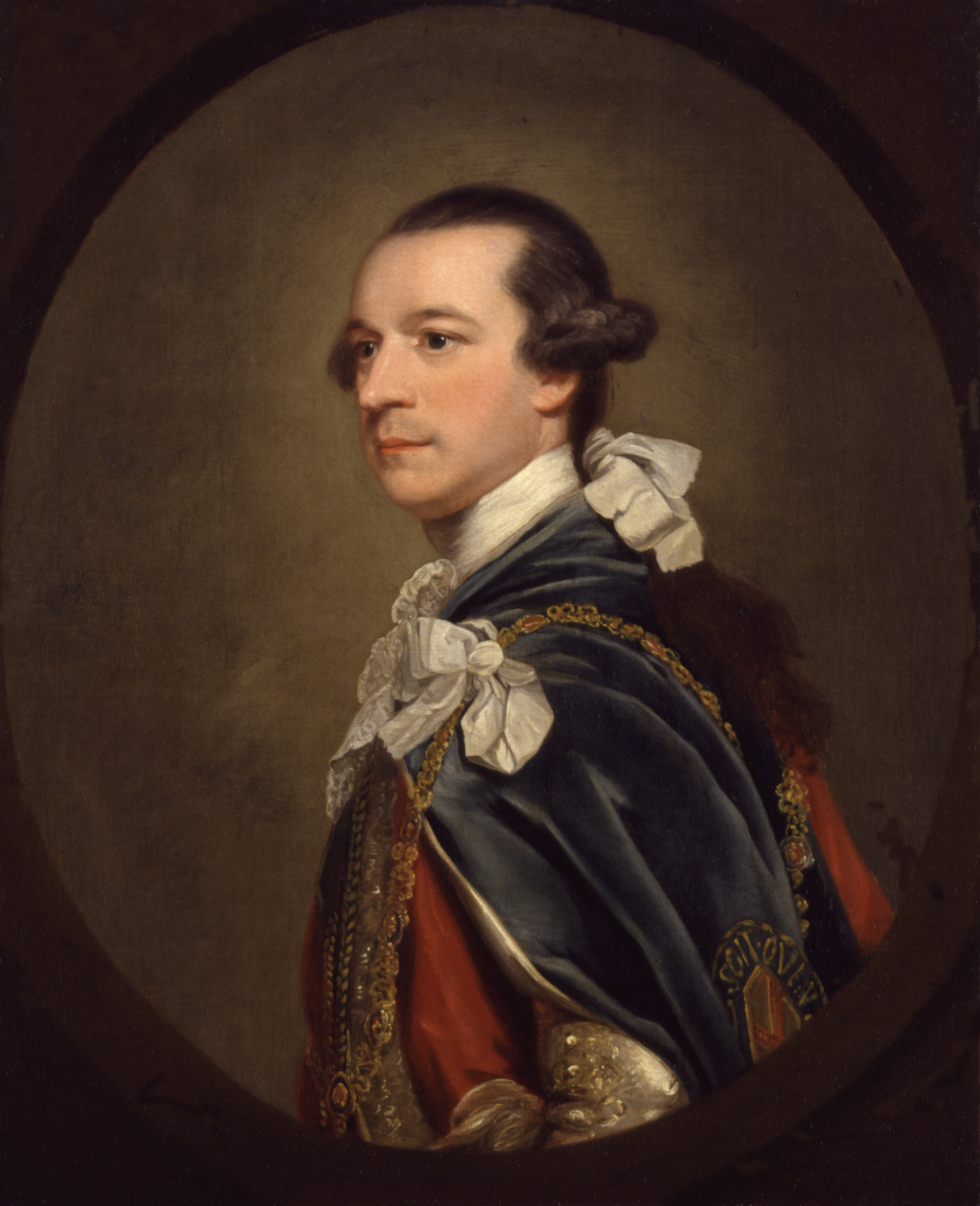
首相を務めた2代ロッキンガム侯爵チャールズ・ワトソン＝ウェントワース

庶民院議員も務めたロッキンガム城荘園の地主ルイス・ワトソン(1584–1653)は、1621年6月23日にイングランド準男爵位を与えられ、ついで1645年1月26日にイングランド貴族爵位「ノーサンプトン州におけるロッキンガムのロッキンガム男爵(Baron Rockingham, of Rockingham in the County of Northampton)」に叙せられた。
その孫である3代ロッキンガム男爵ルイス・ワトソン(1655–1724)は、庶民院議員や猟犬管理官などを務めて1714年10月9日にグレートブリテン貴族爵位「ロッキンガム伯爵(Earl of Rockingham)」、「ケント州におけるリーズコートのソンズ子爵(Viscount Sondes, of Lees Court in the County of Kent)」、「ケント州におけるスロウリーのスロウリー男爵(Baron Throwley, of Throwley in the County of Kent)」に叙せられた。しかしこれらの爵位は孫の3代ロッキンガム伯爵トマス・ワトソン(1715–1746)の死で家系が絶えて廃絶している。
ロッキンガム男爵位のみ3代ロッキンガム伯爵の従兄弟にあたる初代モルトン伯爵トマス・ワトソン＝ウェントワース(1693–1750)が継承した。彼は2代ロッキンガム男爵エドワード・ワトソン(1630–1689)の三男トマス・ワトソン＝ウェントワースの息子であり、庶民院議員を務めて、1728年5月28日にグレートブリテン貴族爵位「ヨーク州におけるモルトンのモルトン男爵(Baron Malton, of Malton in the County of York)」、1734年11月19日に「ヨーク州におけるワスのワス男爵(Baron Wath, of Wath in the County of York)」「ノーサンプトン州におけるハロウデンのハロウデン男爵（Baron Harrowden, of Harrowden in the County of Northampton）」「ノーサンプトン州におけるハイアム・フェラーズのハイアム子爵(Viscount Higham, of Higham Ferrers in the County of Northampton)」「モルトン伯爵(Earl of Malton)」に叙せられていた。そしてそのあとの1746年2月26日に上記の第6代ロッキンガム男爵位を継承した。さらに同年4月19日には「ロッキンガム侯爵(Marquess of Rockingham)」に叙せられた。
その息子である2代ロッキンガム侯チャールズ・ワトソン＝ウェントワース(1730–1782)は、ホイッグ党の中でも革新的なロッキンガム派のリーダーとなり、1762年から1766年と1782年には首相を務めた。また彼は襲爵前の1750年9月17日にアイルランド貴族爵位「モルトン男爵(Baron Malton)」「モルトン伯爵(Earl of Malton)」に叙せられていた。しかし子供はなく、彼の死とともに全ての保有爵位が消滅した。
一族の本邸はノーサンプトンシャーのロッキンガム城とヨークシャーのウェントワース・ウッドハウスだった。

## 一覧

ロッキンガム伯爵ワトソン家単独のエスカッシャン部分

### ロッキンガム男爵 (1645年)
- 初代ロッキンガム男爵ルイス・ワトソン（英語版） (1584–1653)
- 2代ロッキンガム男爵エドワード・ワトソン (1630–1689)
- 3代ロッキンガム男爵ルイス・ワトソン (1655–1724) (1714年にロッキンガム伯)

### ロッキンガム伯 (1714年)
- 初代ロッキンガム伯・3代ロッキンガム男爵ルイス・ワトソン (1655–1724)
- 2代ロッキンガム伯・4代ロッキンガム男爵ルイス・ワトソン (1714頃–1745)
- 3代ロッキンガム伯・5代ロッキンガム男爵トマス・ワトソン (1715–1746) (ロッキンガム伯爵位廃絶)

### ロッキンガム男爵 (1645年)
- 初代モルトン伯爵・6代ロッキンガム男爵トマス・ワトソン＝ウェントワース (1693–1750) (1746年にロッキンガム侯)

### ロッキンガム侯 (1746年)
- 初代ロッキンガム侯トマス・ワトソン＝ウェントワース (1693–1750)
- 2代ロッキンガム侯チャールズ・ワトソン＝ウェントワース (1730–1782)（全爵位廃絶）